# Градієнт тиску (нафтогазовидобування)
Градієнт тиску (у свердловинному нафтогазовидобуванні) — зміна тиску, віднесена до одиниці глибини. Графік градієнта тиску будується на основі гірничо-геологічних умов.
Розрізняють: Градієнт пластового тиску — відношення пластового тиску в даній точці пласта до глибини цієї точки.
Градієнт тиску гідророзриву — відношення тиску гідророзриву в даній точці пласта до глибини цієї точки.
Градієнт гідростатичного стовпа промивальної рідини — відношення тиску гідростатичного стовпа промивальної рідини в даній точці свердловини до глибини цієї точки.